# 中山荘園古墳
中山荘園古墳（なかやまそうえんこふん）は、兵庫県宝塚市中山荘園にある古墳。形状は八角墳。国の史跡に指定されている。

## 概要

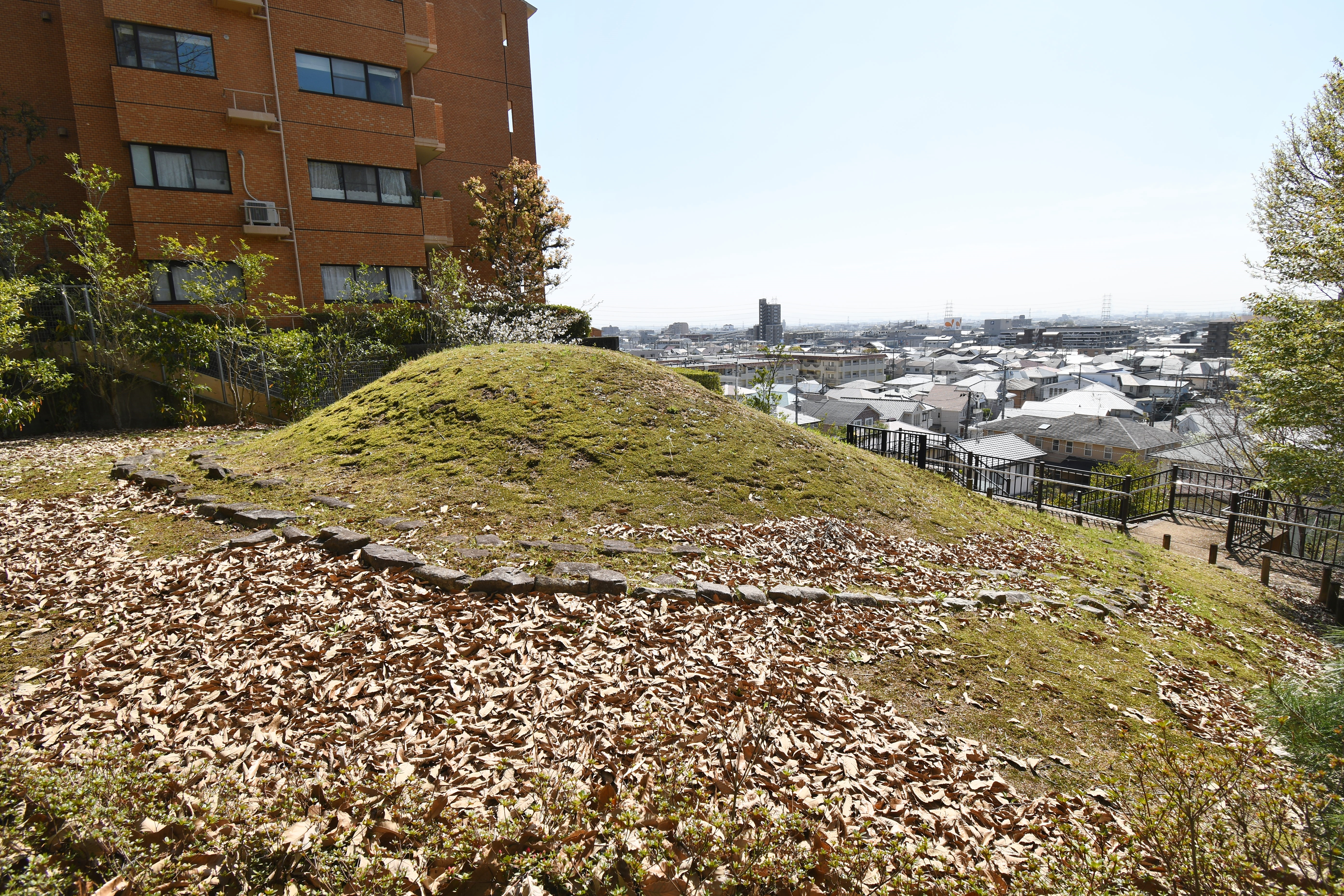
墳丘から西摂平野を望む

兵庫県東部、長尾山丘陵西部の丘陵から南に延びる尾根の先端部に築造された古墳である。1982年（昭和57年）に古墳として発見され、1983-1984年（昭和58-59年）に発掘調査が実施されている。
墳形は八角形で、対角長は約13メートル・高さ約2.6メートルを測る。墳丘周囲には八角形の外護列石が各辺2列巡らされるほか、墳丘南側の前庭部には祭壇とみられるテラス状施設が構築されている。埋葬施設は小型の横穴式石室で、南方向に開口する。石室内で副葬品は検出されていない。
築造時期は、古墳時代終末期の7世紀中葉頃と推定される。八角墳は段ノ塚古墳（奈良県桜井市、舒明天皇陵）・御廟野古墳（京都府京都市、天智天皇陵）・野口王墓古墳（奈良県明日香村、天武・持統天皇合葬陵）など当時の天皇陵クラスの古墳で採用されているが、各地の地方豪族クラスの古墳では主に方墳が採用されており、当地の豪族の特異性を示す古墳である。被葬者は明らかでないが、付近の売布神社（延喜式内社）の奉斎氏族として物部氏一族の若湯坐氏が知られており、関連性が指摘される。
古墳域は1999年（平成11年）に国の史跡に指定されている。現在では史跡整備のうえで公開されている。

## 遺跡歴
- 1982年（昭和57年）、古墳として発見[1]。
- 1983-1984年（昭和58-59年）、発掘調査（宝塚市教育委員会、1985年に概要報告・本報告）[1]。
- 1984年（昭和59年）、兵庫県指定史跡に指定[5]。
- 1999年（平成11年）1月28日、国の史跡に指定[4]。
- 2006年（平成18年）、史跡整備終了に伴う一般公開。

## 埋葬施設

石室俯瞰図

石室展開図

埋葬施設としては横穴式石室が構築されており、南方向に開口する。玄室と羨道が連続せず、羨道の一部が玄室に入り込む特異な構造である。石室の玄室の規模は、長さ3.4メートル・幅約1.3メートル・高さ1.3メートルを測る。石材は凝灰岩で、奥壁は1石、側壁は割石積み。天井石は3枚。床面には小石を敷きつめる。石室の中央部に朱が残存することから（木棺の痕跡か）、単体埋葬と推定される。
発掘調査において石室内から副葬品は検出されておらず（早い段階で盗掘か）、わずかに鉄釘1本・須恵器片・土師器片のみが認められている。

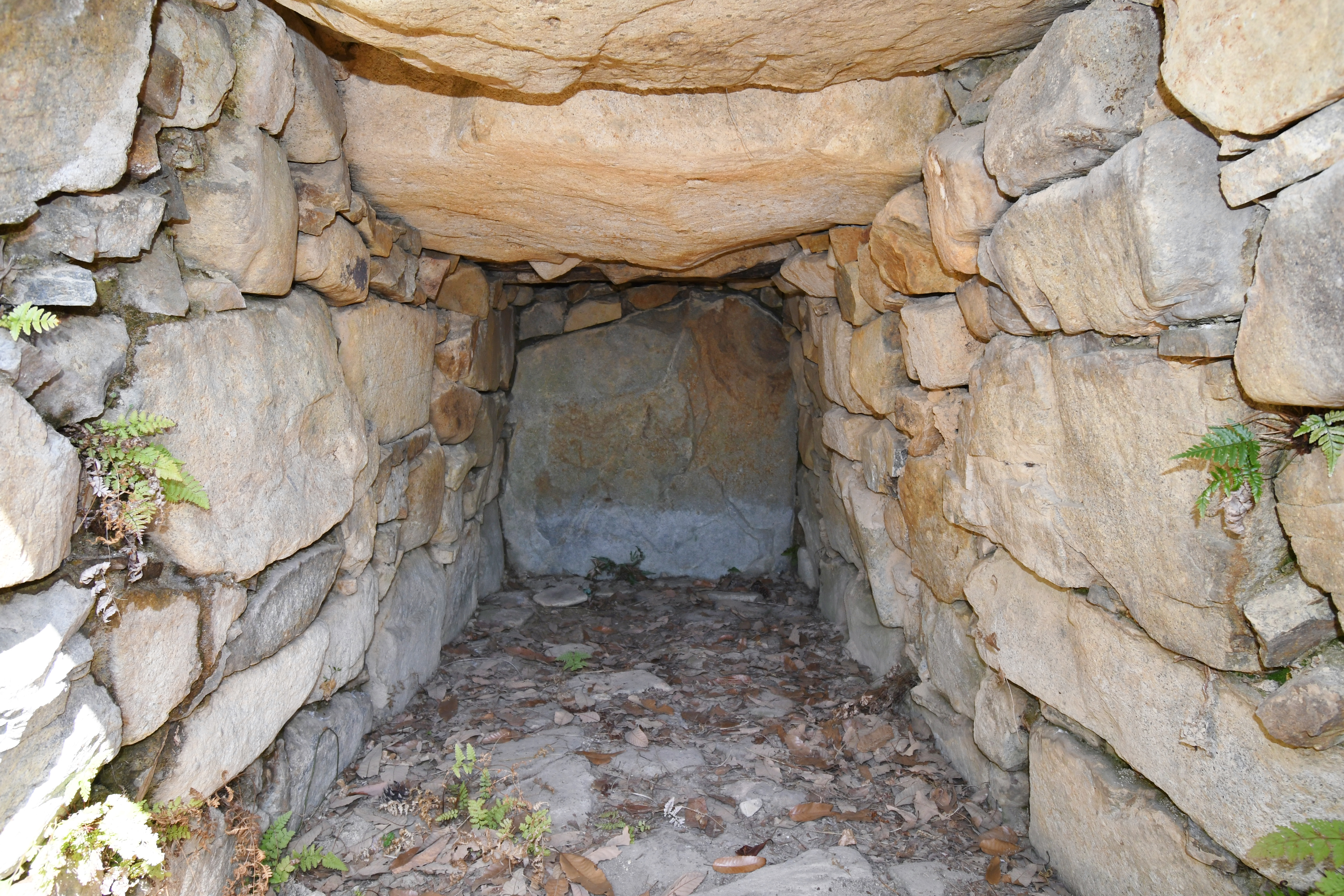
玄室（奥壁方向）
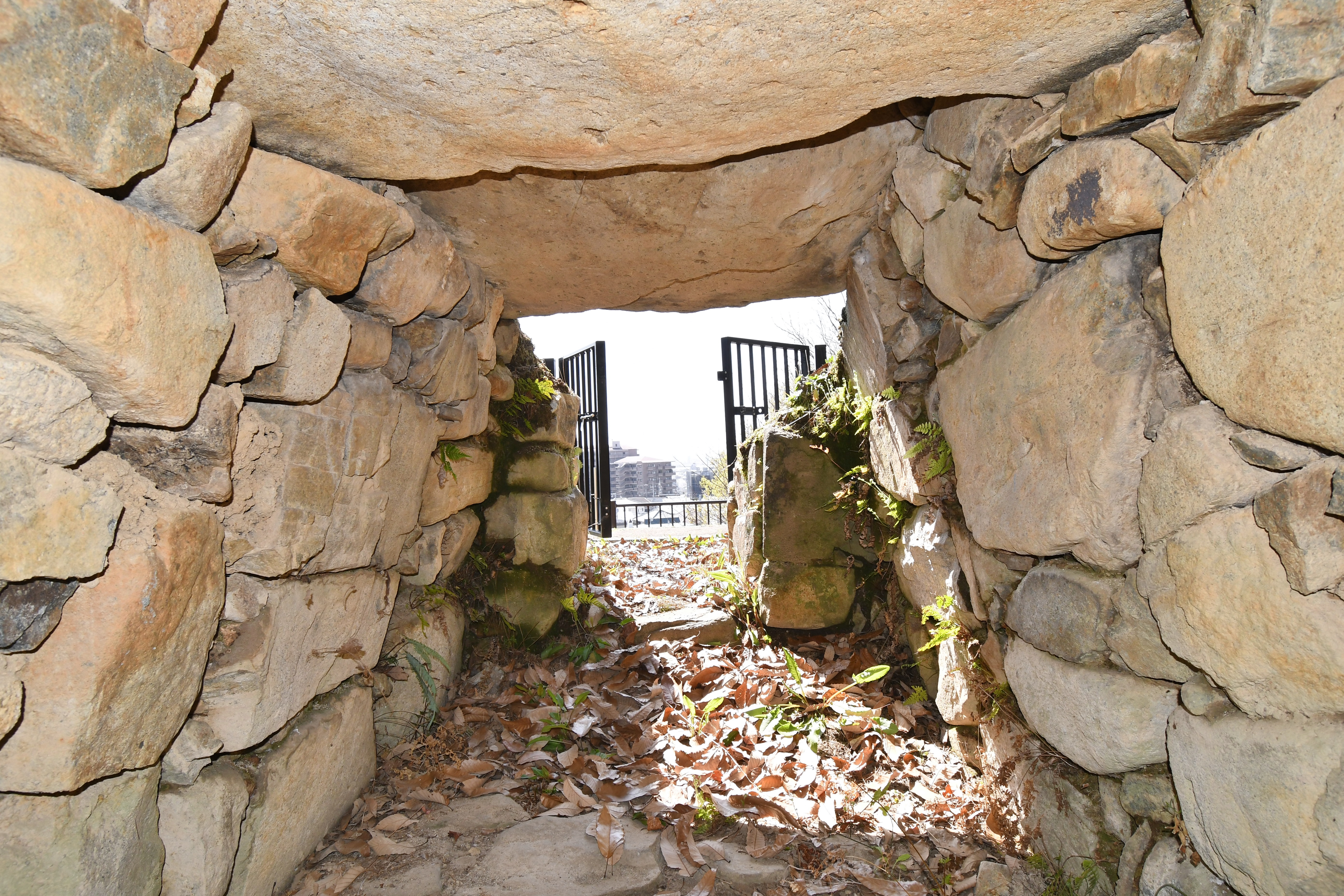
玄室（開口部方向）
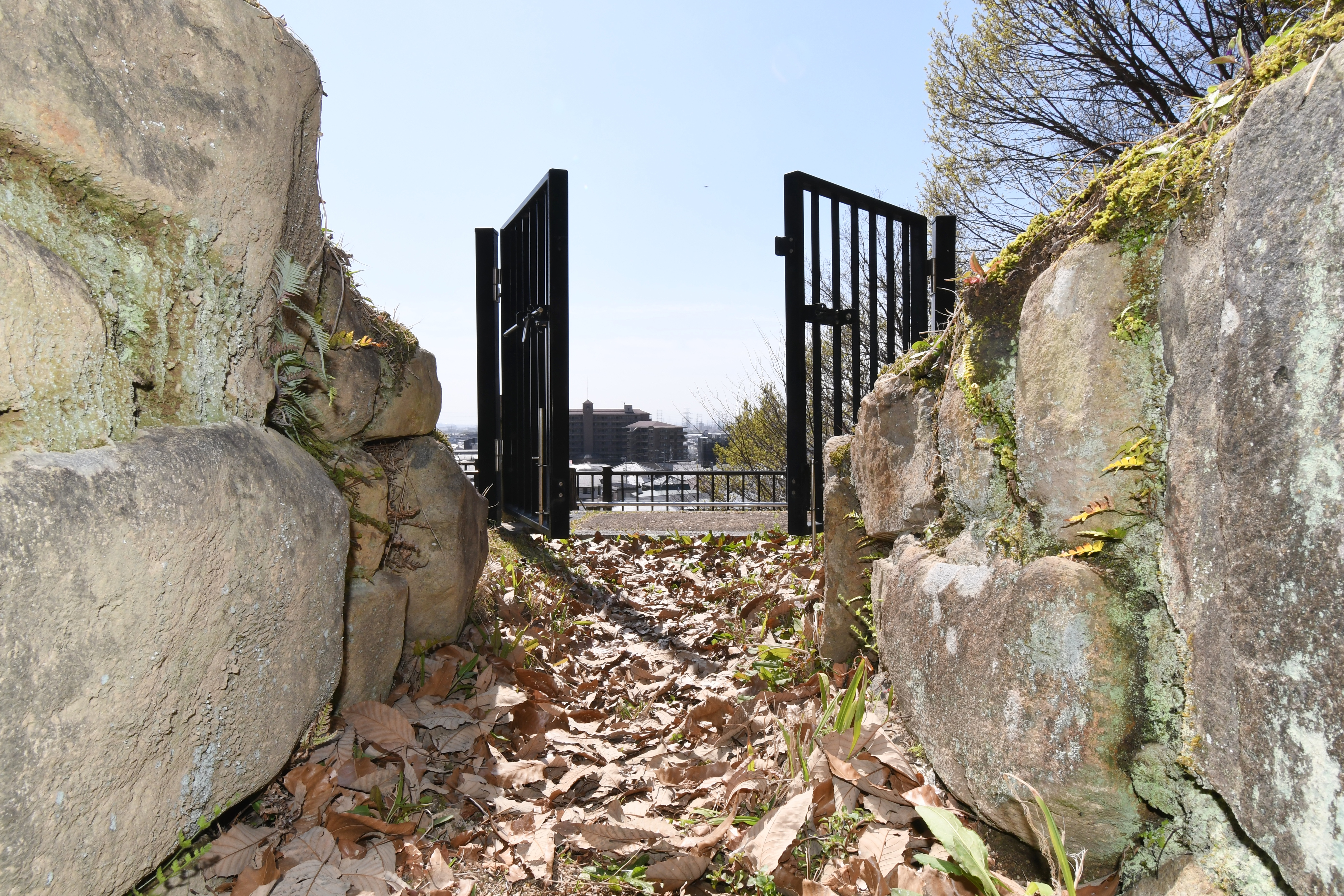
羨道（開口部方向）
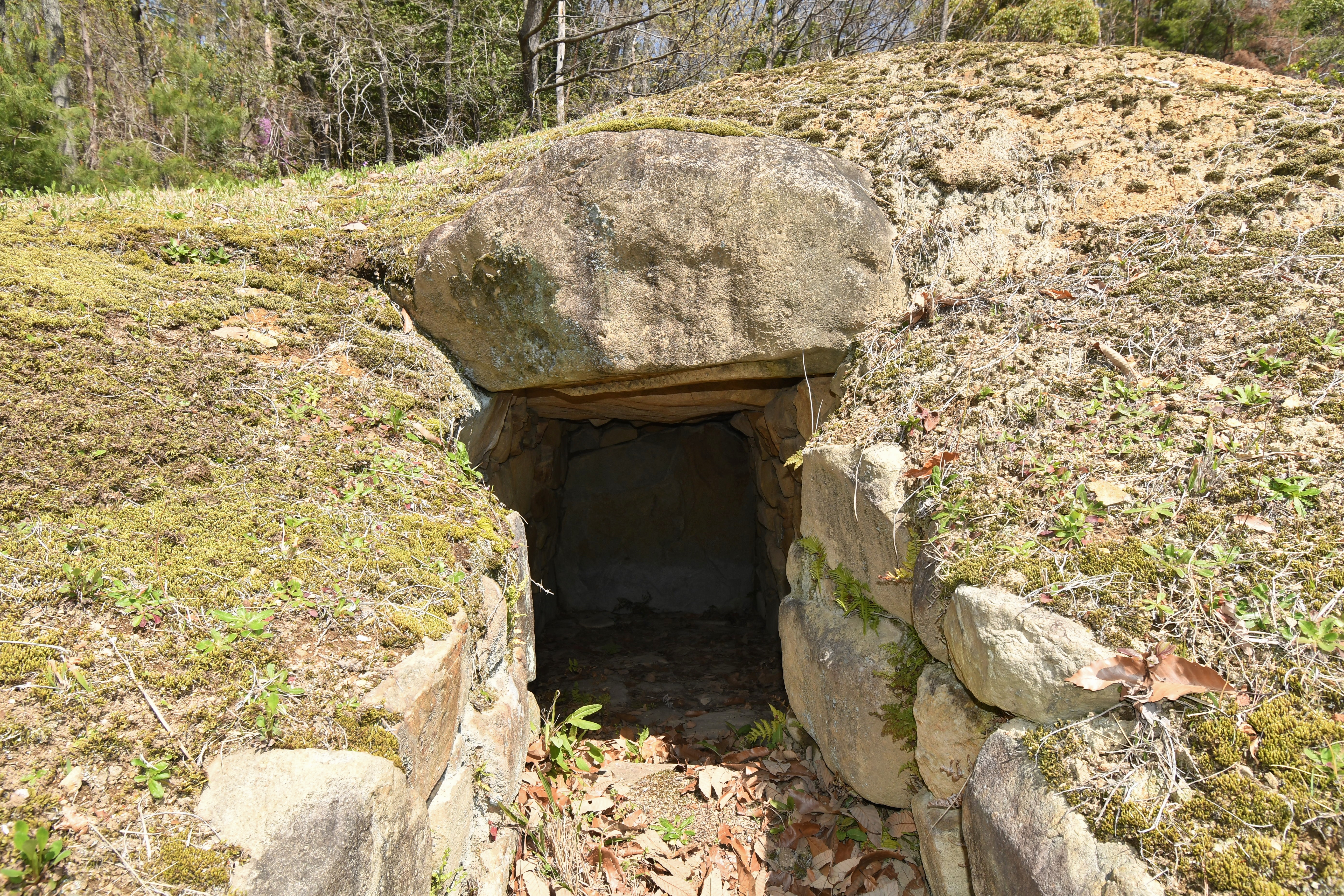
羨道（玄室方向方向）

## 文化財

### 国の史跡
- 中山荘園古墳 - 1999年（平成11年）1月28日指定[4]。

## 現地情報
所在地
- 兵庫県宝塚市中山荘園12-298ほか[2]

交通アクセス
- 阪急電鉄宝塚本線 売布神社駅（徒歩約10分）[6]

周辺
- 白鳥塚古墳（中山寺古墳） - 兵庫県指定史跡。中山寺境内に所在。
- 北米谷古墓 - 非現存。
- 売布神社

## 関連文献
（記事執筆に使用していない関連文献）
- 『中山荘園古墳 -発掘調査概報-』宝塚市教育委員会、1985年。
- 『中山荘園古墳 -発掘調査報告書-』宝塚市教育委員会〈宝塚市文化財調査報告第19集〉、1985年。
- 『国指定史跡中山荘園古墳 -保存整備事業報告書-』宝塚市教育委員会〈宝塚市文化財調査報告第35集〉、2007年。